# Charles-Louis Houdard
Charles-Louis Houdard (Neuilly-sur-Seine, 4 settembre 1855 – Neuilly-sur-Seine, 25 gennaio 1931) è stato un pittore e incisore francese.
Seguì la corrente del giapponismo e fu un valente acquafortista.

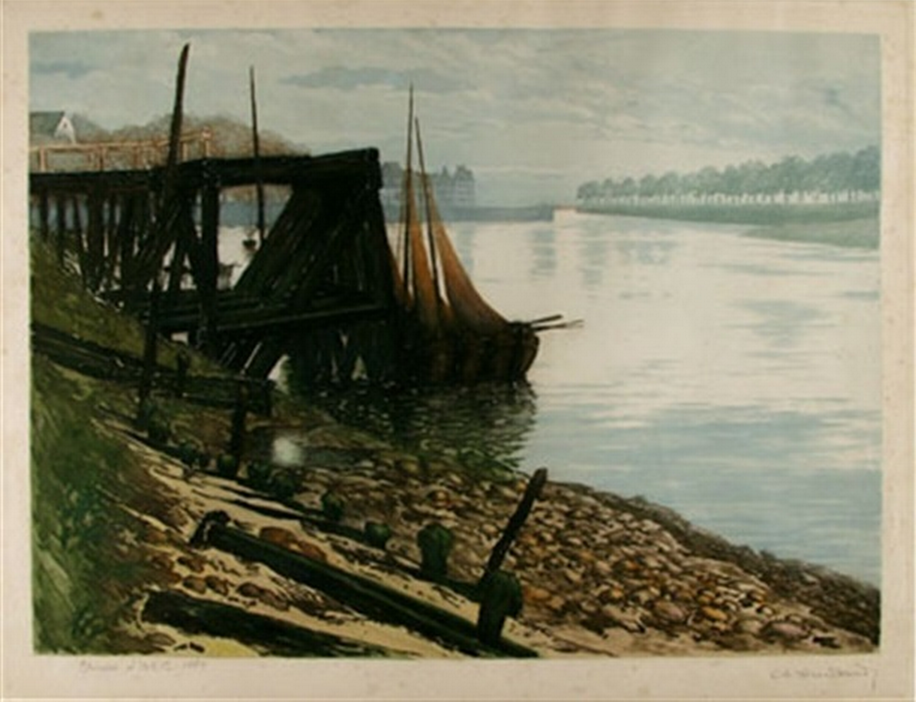
Sulla riva del fiume, 1889

## Biografia
Charles-Louis Houdard studiò arte all’École des beaux-arts di Parigi, negli atelier di Edmond Yon, Gustave Boulanger e di Jules Lefebvre.
La sua produzione ebbe inizio nel 1886. Espose infatti al "Salon des indépendants" del 1888 un quadro intitolato Sur la plage, à Menton e una delle sue prime incisioni fu pubblicata nella rivista L'Estampe originale (1893-1895).
Nel dicembre del 1895 alcuni suoi lavori a stampa furono presentati dalla galleria "Siegfried Bing" di Parigi, in occasione del "Salon de l'Art Nouveau".

Dopo quell'esposizione Houdard dovette la sua fama soprattutto alle stampe a colori che realizzava, e che fondevano le tecniche dell'acquaforte a quelle dell'acquatinta. Queste, infatti, servivano a dare maggior risalto all'insieme. Riguardo ai soggetti, Houdard privilegiò i paesaggi marini, i fiori e la piccola fauna di campagna. La sua tavolozza, dagli inizi degli anni 1890, fu fortemente influenzata dal giapponismo, che era assai diffuso in quel periodo.
Nel 1905, le sue incisioni vennero esposte dal gallerista Georges Petit, e nel 1907 comparvero nel "Salon della gravure originale en couleurs".
Houdard fu membro di numerose organizzazioni volte a promuovere le arti grafiche: l’"Association de l'estampe moderne", la "Société de la gravure originale en couleurs" fondata da Jean-François Raffaëlli, e la "Société des amis de l'art japonais" (1908-1913). Quest'ultima era un'estensione delle attività della galleria Le Japon artistique di Bing.

Nel marzo del 1929, espose delle incisioni e dei disegni nella galleria Simonson, sempre a Parigi.
Charles Louis Houdard si spense a Neuilly-sur-Seine, sua città natale, nel gennaio del 1931, all'età di 76 anni..
Ebbe due figli: André, industriale legato al gruppo Japy, e Marcel, dottore in scienze, che morì a 37 anni, nel 1919.

## Galleria d'immagini

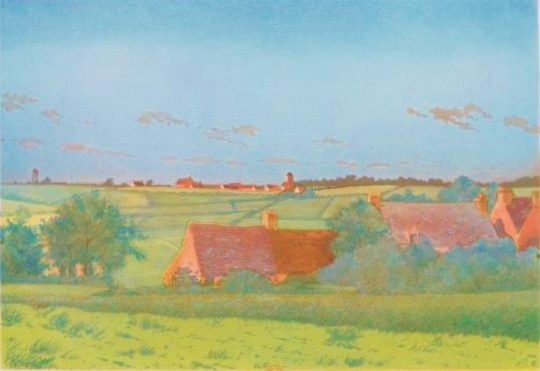
Le alture di Crozon
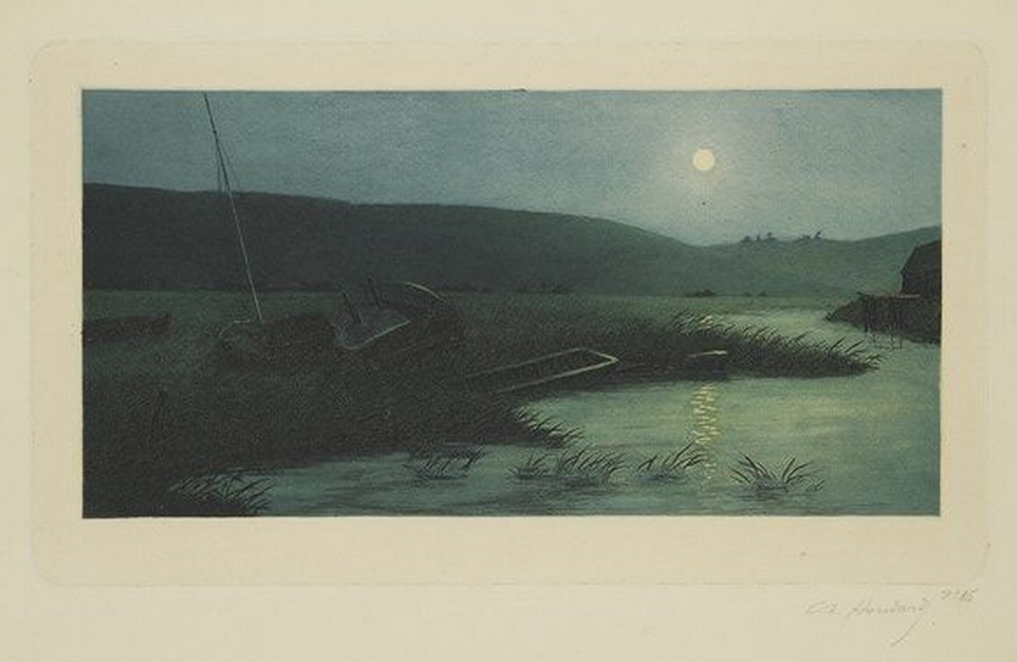
Chiaro di luna sulla Bresle, 1898
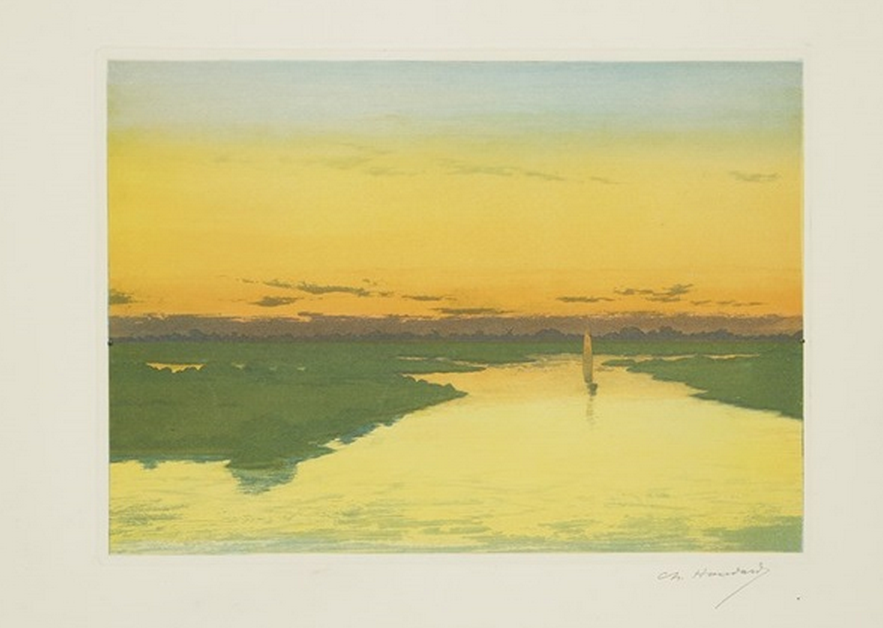
Tramonto a Dordrecht, 1897-1898
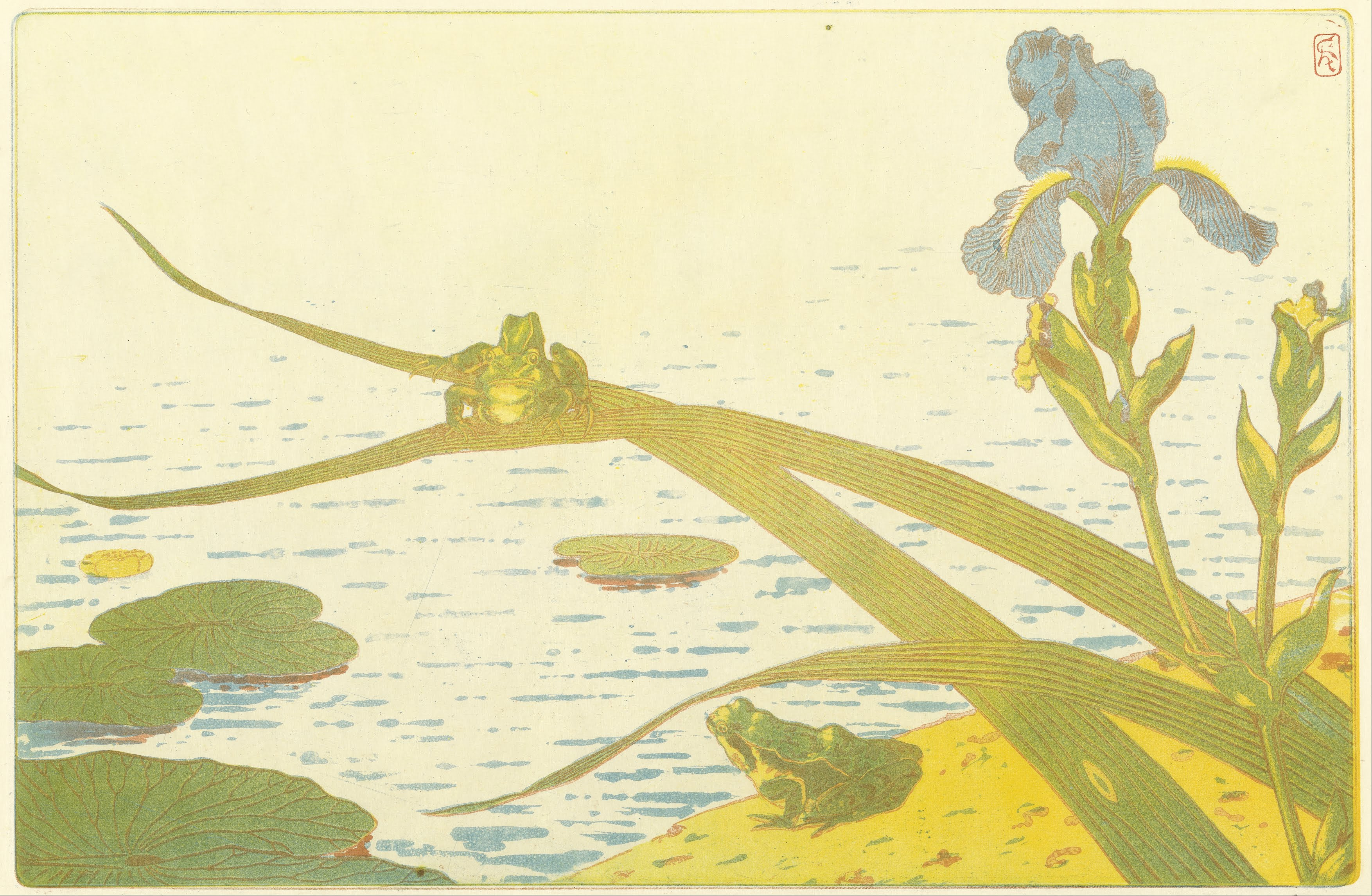
Ranocchie
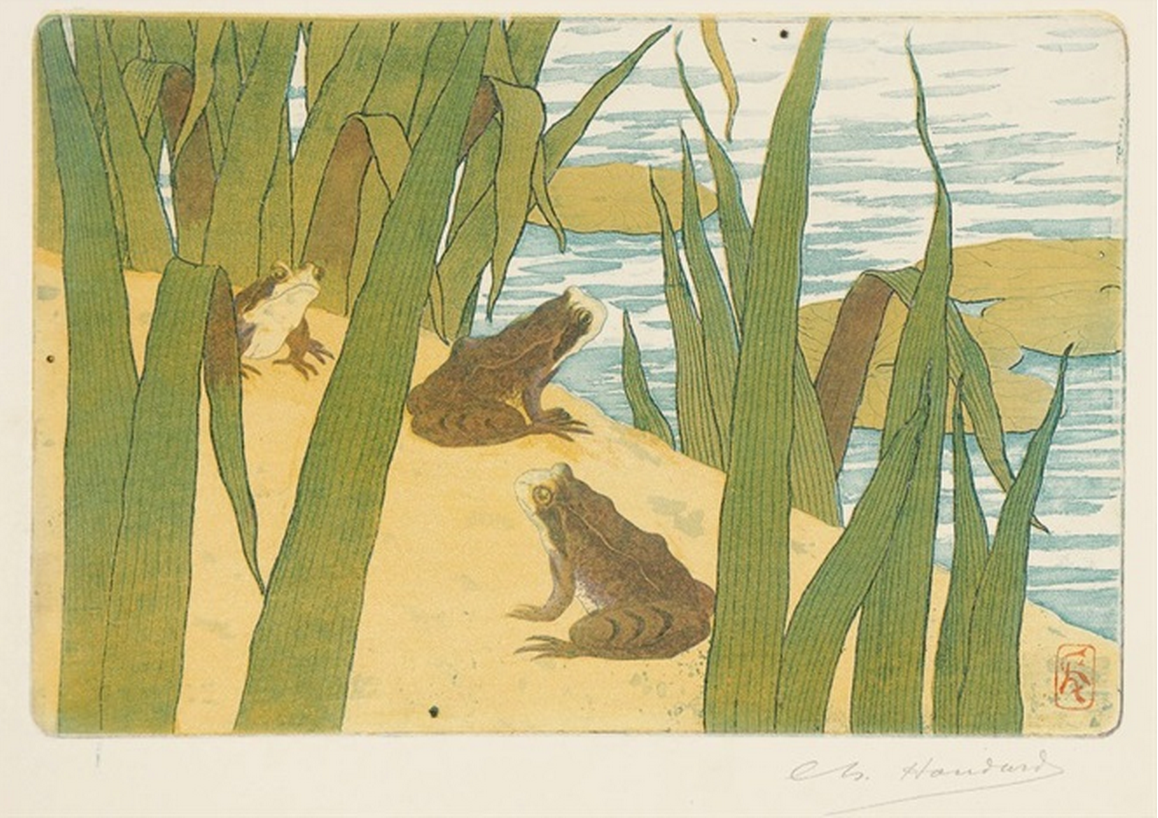
Ranocchie nel canneto, 1894